# Earl Carroll Vanities
Earl Carroll Vanities è un film statunitense del 1945 diretto da Joseph Santley.